# Onni
Onni är ett finskt mansnamn som betyder lycka, tur med namnsdag 28 februari i den finska almanackan. I den finlandssvenska namnsdagslängden hade Onni namnsdag 28 februari (skottår 29 februari) 1929–1949.
Följande antal personer hade förnamnet Onni i maj 2019:
- Finland 36 628 män, 5 eller färre kvinnor[4]
- Norge 14 män 0 kvinnor[5]
- Sverige 375 män 5 kvinnor[6]

Följande antal personer hade efternamnet Onni i maj 2019:
- Finland 21 personer[4]
- Norge 0 personer[5]
- Sverige 0 personer[6]

## Personer med namnet Onni
- Onni Gideon, finländsk musiker, orkesterledare och skådespelare
- Onni Happonen, finländsk politiker och mordoffer
- Onni Hiltunen, finländsk politiker
- Onni Högnabba, finländsk spelman
- Onni Laihanen, finländsk dragspelare och kompositör
- Onni Lappalainen, finländsk gymnast
- Onni Niskanen, svensk idrottsledare
- Onni Oja, finländsk målare
- Onni Okkonen, finländsk professor och konstkritiker
- Onni Peltonen, finländsk politiker
- Onni Suhonen, finländsk violinist och musikpedagog
- Onni Talas, finländsk professor, politiker och diplomat
- Onni Tarjanne, finländsk arkitekt
- Onni Valakari, finländsk fotbollsspelare
- Onni Veijonen, finländsk skådespelare
- Onni Wetterhoff, finländsk skogsman och författare